# Saint-Sornin (Charente-Maritime)
Saint-Sornin je francouzská obec v departementu Charente-Maritime, v regionu Poitou-Charentes. V roce 2007 měla 304 obyvatel.